# Macrojoppa amazonica
Macrojoppa amazonica är en stekelart som beskrevs av Joseph Kriechbaumer 1898. Macrojoppa amazonica ingår i släktet Macrojoppa och familjen brokparasitsteklar. Inga underarter finns listade i Catalogue of Life.